# Гнейс
Гнейс (от нем. Gneis) — средне- метаморфическая горная порода, состоящая из полевых шпатов, кварца, и темноцветных минералов: биотита, роговой обманки, реже пироксена примерно в равных соотношениях.
По химическому составу гнейсы близки гранитам и глинистым сланцам.
Саксонские рудокопы определяли словом «гнейс» выветренную рыхлую породу, сопровождающую рудные тела.
Гнейсы являются одними из наиболее распространённых в земной коре пород. Они слагают большую часть гранитно-метаморфического слоя континентальной земной коры, который обнажается на кристаллических щитах (например, Балтийский, Украинский, Канадский, Алданский) и слагают фундаменты древних платформ (например, Сибирская).
Образование гнейсов происходит при высоком давлении и температурах 600—800 °C. Наиболее древние из известных в настоящее время на Земле пород — серые гнейсы района Акаста, слагающие фундамент эократона Слейв Канадского щита: их возраст 3,92 млрд лет.
Однако далеко не все гнейсы имеют древний возраст — известны гнейсы кайнозойского возраста, формирование которых связано с высокотемпературным метаморфизмом (например, в гранитно-метаморфических ядрах кордильерского типа).
Слово «гнейс» (gneiss) используется в английском языке по крайней мере с 1757 года. Оно заимствовано из немецкого слова Gneis (гнейс), ранее также называвшегося Gneiss (гнейсс), которое, вероятно, происходит от средневерхненемецкого существительного gneist (гнейст) — «искра» (по причине того, что камень блестит).

## Свойства
Структура полнокристаллическая (мелко-, средне-, или грубозернистая, гранобластовая или лепидогранобластовая). Текстура полосчатая (гнейсовая), часто плойчатая. Матрацевидная или толстоплитчатая отдельность. Параллельные линии гнейса называются гнейсовыми полосами.
Структура гнейсов — разнозернистая, текстура — массивная, полосчатая; по своим физико-механическим свойствам гнейсы в свежем виде не уступают гранитным породам, однако сопротивление излому параллельно сланцеватости у них в полтора-два раза меньше, чем в перпендикулярном направлении. По плоскостям сланцеватости их можно расколоть на плитообразные фрагменты, также гнейсы легко расслаиваются при замерзании и оттаивании.

## Практическое значение
Минеральная основа гнейсовых пород находится в состоянии, наподобие сжатия, что предопределяет пространственную анизотропию их свойств. Как правило, в направлении, ортогональном своей сланцеватости, гнейсы обладают высокой прочностью при сжатии (до 1500—2000 кгс/см2). Однако, присутствие ярко выраженной сланцеватости хоть и облегчает цикл добычи-переработки, но в то же время несколько ограничивает область применения гнейсов в дорожном строительстве. Считается, что чем ближе текстура гнейсовых пород к гранитам, тем выше их качество. Наихудшими из всех известных разновидностей являются ленточные и полосчатые гнейсы.

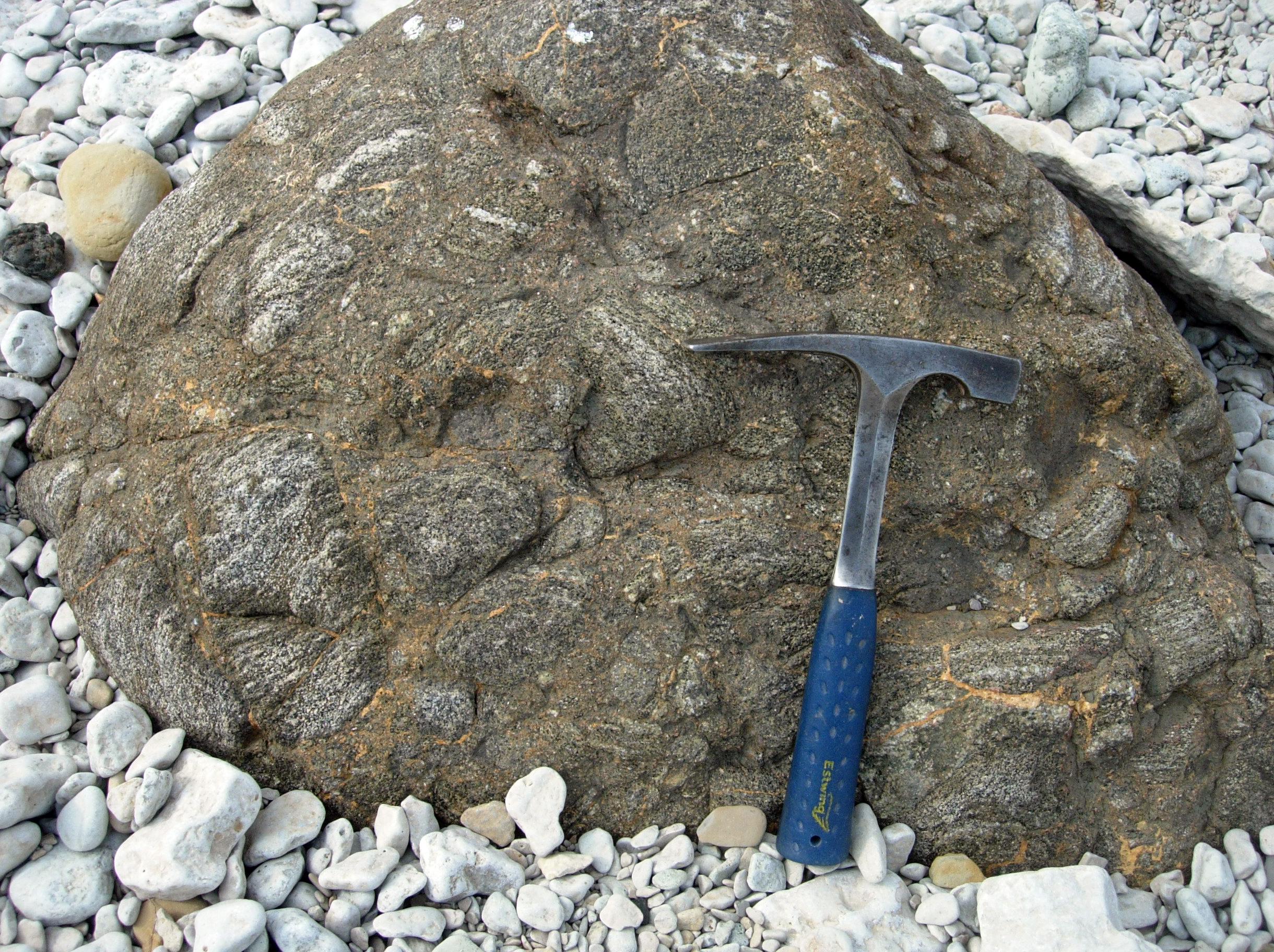
Гнейс

## Разновидности
Основанием для выделения разновидностей гнейсов могут служить особенности минерального и химического состава, а также структуры и текстуры породы.
Например — плагиогнейсы, полевые шпаты, в которых представлены главным образом плагиоклазом, силлиманитовые гнейсы — то есть породы, кроме обязательного для гнейсов набора минералов (кварц и полевые шпаты) содержащие ещё и силлиманит, и т. д.
Гнейсы, возникающие при метаморфизме осадочных пород, обычно обогащены глинозёмом и нередко содержат такие минералы, как андалузит, силлиманит, кианит, гранат. Такие гнейсы называют высокоглинозёмистыми.
Гнейсы порфиробластической структуры, содержащие крупные порфиробласты или порфирокласты полевых шпатов (обычно микроклина) нередко называют очковыми (augen gneiss).
Некоторые разновидности гнейсов имеют собственные названия. Например, характерные для раннедокембрийских кратонов гиперстенсодержащие чарнокиты и эндербиты.

## История и литература
В своё время интересные описания многообразия горных пород на Восточном Саяне оставил князь Кропоткин, побывавший в середине XIX века в Бурятии. В частности, он обратил внимание и на гнейсы, периодически встречавшиеся среди обломков камней и пород, образующих окрестные склоны.

"Поднимаясь по пади Жемчуга вдоль его левого берега, я прежде всего встретил гнейс очень мелкозернистый, изобилующий слюдою и через 50 саженей от начала пади прорванный жилою гранита; далее я встретил тот же самый гнейс, падающий к юго-юго-западу под углом около 15°, слои очень ясны. В этом гнейсе, на расстоянии ¼ версты и потом одной версты от начала пади, видны ясные слои размывов, образовавших большие впадины и, по-видимому, обязанных своим происхождением силе вод, действовавших из долины Иркута. Они ещё более убеждают в том, что некогда в Тункинской котловине было большое озеро, в котором вода стояла на высоком уровне, потому что обнажения встречаются на высоте не менее 4 метров (около 2 саженей) над теперешним уровнем пади Жемчуга. Кроме того замечу, что устье этой пади (около 1½ версты) слишком широко для горного ручья, текущего среди гнейсов и гранитов, и также, вероятно, обязано своим происхождением водам самого озера, некогда бывшего в Тункинской котловине. — Гнейс, о котором я говорю, изрезан весьма частыми жилами кварца и перемежается с гранитом и сиенитом, имеющим слоистое строение. Непосредственно над гнейсом лежит зернистый известняк с прожилками розового кварца; пласты его, изрезанные жилами гранита и еврейского камня…— Пётр Кропоткин «Поездка в Окинский караул» (глава II «Тункинская котловина»)